# つるはんJAPAN
株式会社つるはんJAPAN（つるはんジャパン、Tsuruhan Japan Co.,Ltd. ）は、主に大丸と松坂屋やショッピングセンターにおいて、飲食店を運営している日本の企業。ダンシンダイナーの100%子会社。旧社名は株式会社J.フロントフーズ。

## 概要
1971年に、当時大丸の子会社であったピーコック産業（後のイオンマーケット）から独立する形で設立。以降、大丸の店舗や各地のショッピングセンターに飲食店を展開してきた。
松坂屋は、子会社である松栄食品株式会社が1930年に松坂屋上野店と松坂屋銀座店に食堂を開業。以降、松坂屋の店舗の他にも、御園座や阪急西宮ガーデンズにも飲食店を展開してきた。
2007年にJ.フロント リテイリングが発足。J.フロント リテイリングは2008年12月25日に、2009年3月1日付でレストランピーコックを存続会社とし、松栄食品を吸収合併した上で、商号を株式会社J.フロントフーズに変更することを発表。2009年3月1日にレストランピーコックと松栄食品の経営統合を実施し、J.フロントフーズが発足した。
J.フロントフーズは、J.フロント リテイリングにおける飲食店事業を担ってきたが、百貨店内のレストラン街の変化や新型コロナウイルスの影響などにより業績が低迷。このためJ.フロント リテイリングは2021年1月7日に、保有するJ.フロントフーズ全株式を大阪市淀川区に本社を置くダンシンダイナーへ同年2月26日付で譲渡することを発表。
J.フロントフーズは2021年2月26日付でダンシンダイナーの完全子会社となったと同時に、商号を株式会社つるはんJAPANへ変更した。J.フロント リテイリングは飲食店事業から撤退した。

## 沿革

### レストランピーコック
- 1971年10月1日 - ピーコック産業（後のイオンマーケット）から独立する形で株式会社レストランピーコックとして設立。
- 1985年 - 成田国際空港に「讃兵衛」を出店。
- 2005年 - 中部国際空港に栗原はるみプロデュースによる「カフェ ゆとりの空間」を開店。

### 松栄食品
- 1929年3月4日 - 株式会社同朋舎として設立。
- 1930年 - 株式会社サカエヤへ商号変更。松坂屋上野店と松坂屋銀座店に食堂を開業。
- 1938年 - 株式会社松栄舎へ商号変更。
- 1944年 - 常盤食品工業株式会社へ商号変更。
- 1946年 - 株式会社松栄舎へ再度商号変更。
- 1964年 - 御園座に大食堂を開業。
- 2008年12月1日 - J.フロント リテイリングの完全子会社となる[2]。

### 経営統合後
- 2009年3月1日 - レストランピーコックを存続会社とした上で、松栄食品を吸収合併。同時に商号を株式会社J.フロントフーズへ変更。
- 2021年2月26日 - 株式譲渡に伴い、ダンシンダイナーの完全子会社となる。同時に商号を株式会社つるはんJAPANへ変更。

## 店舗
詳細は店舗紹介を参照。